# Кінгс-Пойнт (Монтана)
Кінгс-Пойнт (англ. Kings Point) — переписна місцевість (CDP) в США, в окрузі Лейк штату Монтана. Населення — 201 особа (2020).

## Географія
Кінгс-Пойнт розташований за координатами 47°45′57″ пн. ш. 114°9′12″ зх. д. / 47.76583° пн. ш. 114.15333° зх. д. (47.765756, -114.153269).  За даними Бюро перепису населення США в 2010 році переписна місцевість мала площу 3,50 км², уся площа — суходіл.

## Демографія
Згідно з переписом 2010 року, у переписній місцевості мешкала 151 особа в 69 домогосподарствах у складі 51 родини. Густота населення становила 43 особи/км².  Було 385 помешкань (110/км²).
Расовий склад населення:
| - 75,5 % — білих - 4,6 % — корінних американців - 0,7 % — вихідців з тихоокеанських островів - 3,3 % — осіб інших рас |

До двох чи більше рас належало 15,9 %. Частка іспаномовних становила 6,0 % від усіх жителів.
За віковим діапазоном населення розподілялося таким чином: 15,9 % — особи молодші 18 років, 56,3 % — особи у віці 18—64 років, 27,8 % — особи у віці 65 років та старші. Медіана віку мешканця становила 54,7 року. На 100 осіб жіночої статі у переписній місцевості припадало 112,7 чоловіків;  на 100 жінок у віці від 18 років та старших — 108,2 чоловіків також старших 18 років.
Цивільне працевлаштоване населення становило 31 осіб. Основні галузі зайнятості: роздрібна торгівля — 58,1 %, будівництво — 41,9 %.